# فهرست شهرهای استان زنجان

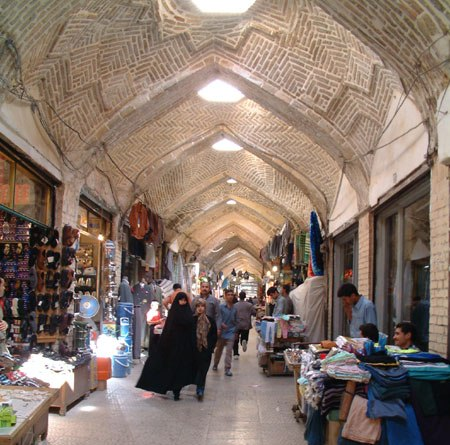
زنجان، پرجمعیت‌ترین شهر استان زنجان.

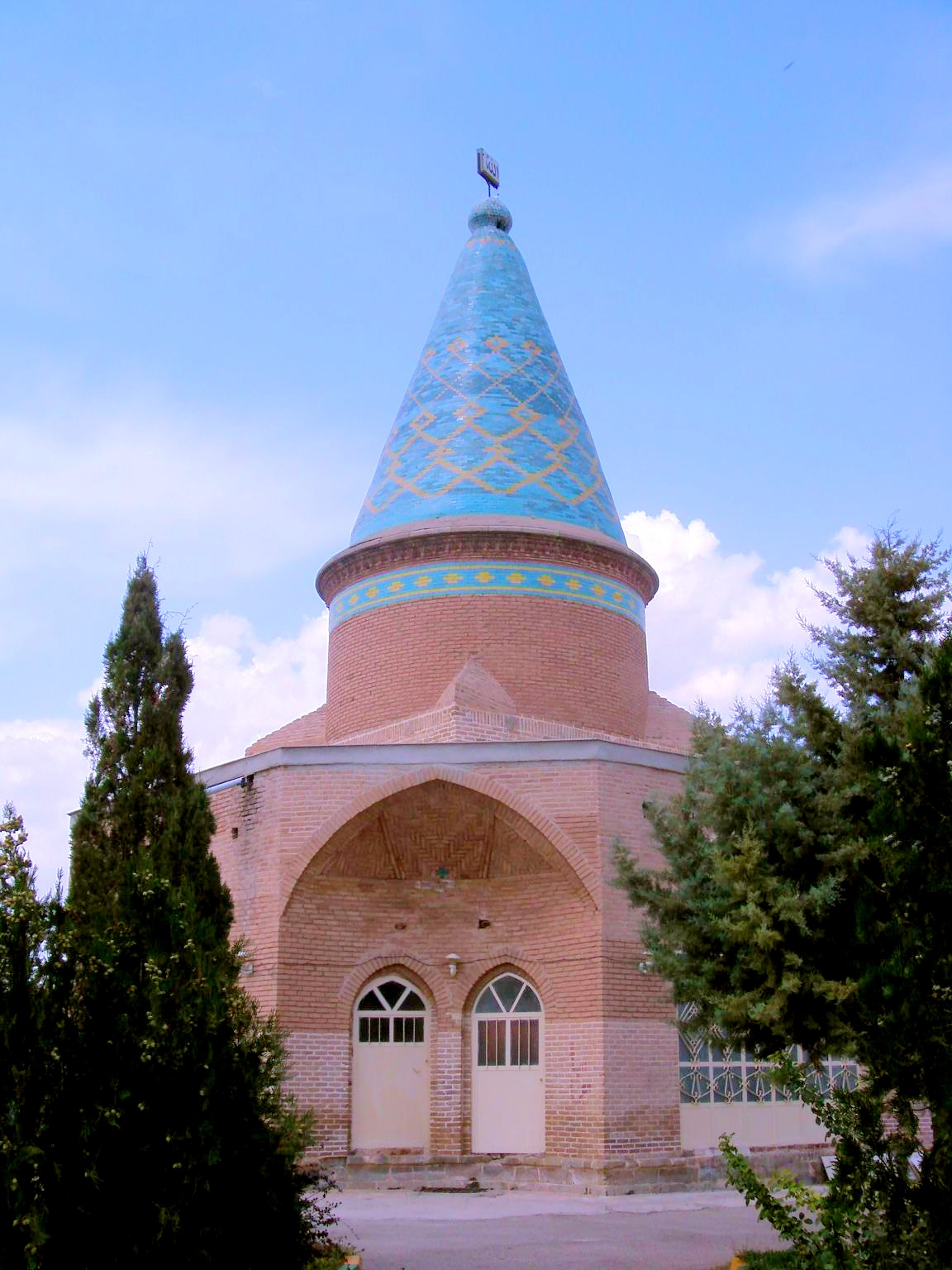
ابهر، دومین شهر پرجمعیت استان زنجان.

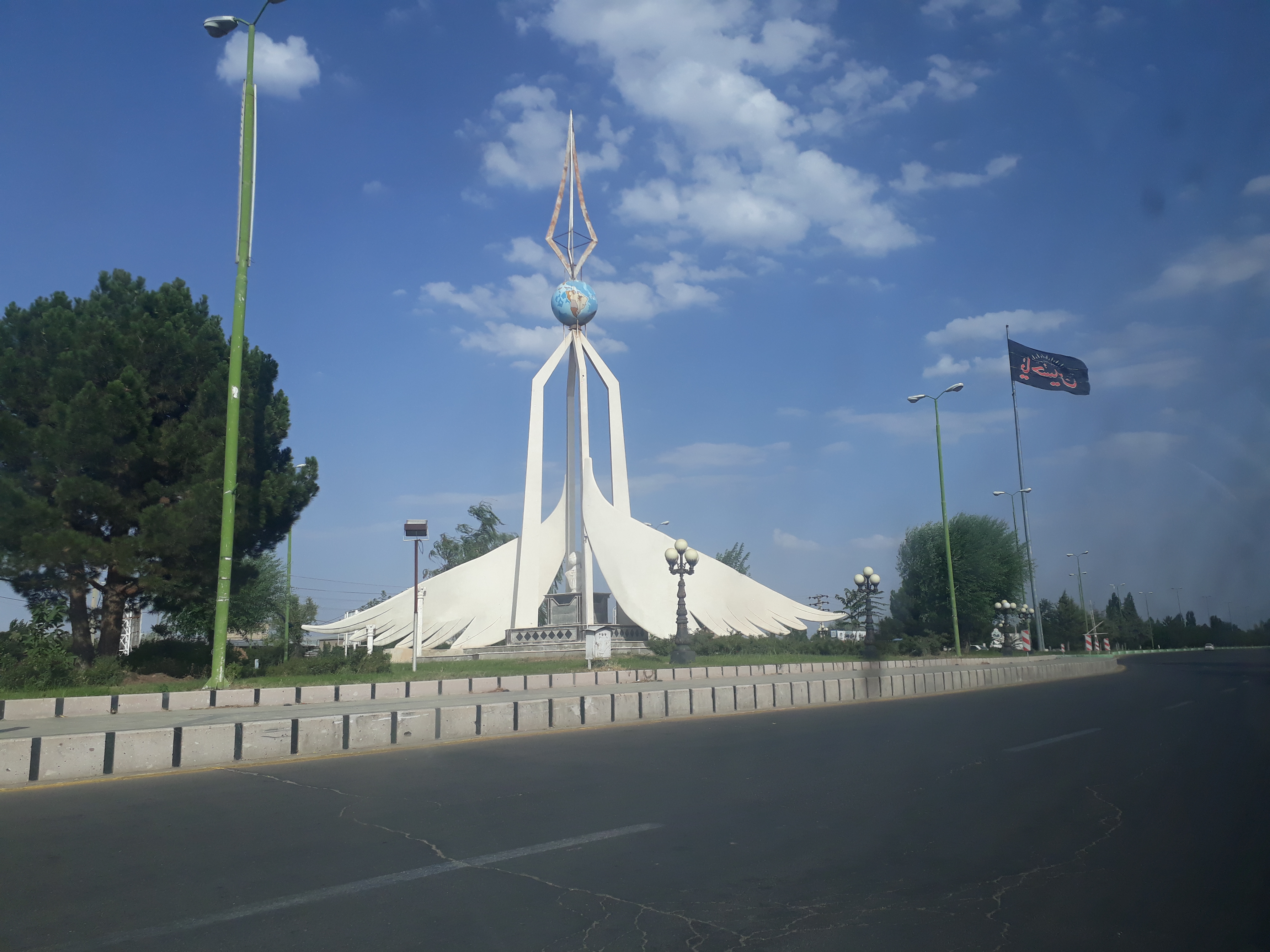
خرمدره، سومین شهر پر جمعیت استان زنجان

جمعیت شهرهای استان زنجان برپایهٔ سرشماری سال‌های ۱۳۸۵، ۱۳۹۰ و ۱۳۹۵ خورشیدی:
| ردیف | نام شهر    | شهرستان | جمعیت (۱۳۸۵) | جمعیت (۱۳۹۰) | جمعیت (۱۳۹۵) | رتبه در شهرستان |
| ---- | ---------- | ------- | ------------ | ------------ | ------------ | --------------- |
| ۱    | زنجان      | زنجان   | ۳۴۱٬۸۰۱      | ۳۸۶٬۸۵۱      | ۴۳۰٬۸۷۱      | ۱               |
| ۲    | ابهر       | ابهر    | ۷۰٬۸۳۶       | ۸۷٬۲۸۵       | ۹۹٬۲۸۵       | ۱               |
| ۳    | خرمدره     | خرمدره  | ۴۶٬۰۵۵       | ۵۶٬۱۲۶       | ۶۸٬۱۲۱       | ۱               |
| ۴    | قیدار      | خدابنده | ۲۶٬۵۲۵       | ۳۱٬۲۵۱       | ۳۴٬۹۴۱       | ۱               |
| ۵    | هیدج       | ابهر    | ۱۱٬۷۹۸       | ۱۳٬۰۰۳       | ۱۳٬۸۴۰       | ۲               |
| ۶    | صایین‌قلعه  | ابهر    | ۱۱٬۰۸۳       | ۱۱٬۹۳۹       | ۱۲٬۹۸۹       | ۳               |
| ۷    | آب‌بر       | طارم    | ۴٬۹۱۸        | ۶٬۷۲۵        | ۸٬۰۹۱        | ۱               |
| ۸    | سلطانیه    | سلطانیه | ۵٬۸۶۴        | ۷٬۱۱۶        | ۷٬۶۳۸        | ۱               |
| ۹    | سجاس       | خدابنده | ۵٬۹۶۷        | ۶٬۷۶۶        | ۶٬۹۹۱        | ۲               |
| ۱۰   | ماهنشان    | ماهنشان | ۵٬۳۵۶        | ۶٬۲۳۰        | ۶٬۷۱۲        | ۱               |
| ۱۱   | سهرورد     | خدابنده | ۵٬۷۳۶        | ۶٬۱۰۴        | ۶٬۰۳۷        | ۳               |
| ۱۲   | گرماب      | خدابنده | ۳٬۶۹۵        | ۴٬۳۱۶        | ۴٬۱۲۸        | ۴               |
| ۱۳   | دندی       | ماهنشان | ۳٬۵۴۷        | ۳٬۹۶۲        | ۴٬۰۷۸        | ۲               |
| ۱۴   | زرین رود   | خدابنده | ۵۲۷۴         | ۶۶۴۳         | ۷۸۲۱         | ۵               |
| ۱۵   | نوربهار    | خدابنده | ۳٬۲۶۰        | ۳٬۶۶۰        | ۳٬۶۴۴        | ۶               |
| ۱۶   | کرسف       | خدابنده | ۲٬۸۶۹        | ۴٬۳۸۱        | ۳٬۰۸۳        | ۷               |
| ۱۷   | زرین‌آباد   | ایجرود  | ۱٬۹۴۴        | ۲٬۴۷۱        | ۲٬۳۷۴        | ۱               |
| ۱۸   | ارمغانخانه | زنجان   | ۱٬۵۸۱        | ۱٬۹۴۵        | ۲٬۱۴۹        | ۲               |
| ۱۹   | چورزق      | طارم    | ۸۲۹          | ۵۷۶'۱        | ۷۳۷'۱        | ۲               |
| ۲۰   | حلب        | ایجرود  | ۰۲۴'۱        | ۲۰۶'۱        | ۹۳۷          | ۲               |
| ۲۱   | نیک پی     | زنجان   | ۴۲۷          | ۴۷۴          | ۴۵۵          | ۳               |